# Android 16
Android 16 é o décimo sexto lançamento principal do sistema operacional móvel Android, desenvolvido pela Open Handset Alliance liderada pela empresa Google. A primeira prévia do desenvolvedor foi lançada em 19 de novembro de 2024. A primeira versão beta foi lançada em 23 de janeiro de 2025. Google lançou a versão final em 10 de junho de 2025.

## História

Logotipo do Android 16 para as versões Developer Preview e Beta

O Android 16 tem o codinome interno "Baklava". Essa escolha de nomenclatura marca um afastamento da ordem alfabética tradicional de codinomes com tema de sobremesa, que era uma marca registrada das versões anteriores do Android. A mudança para “Baklava” reflete as mudanças recentes do Google em sua abordagem de desenvolvimento, particularmente seu “Trunk Stable Project”, que simplificou os processos de construção e convenções de nomenclatura a partir do Android 14.
A primeira prévia do desenvolvedor (também conhecida como DP1) para Android 16 foi lançada em 19 de novembro de 2024. Uma segunda prévia do desenvolvedor foi lançada em 18 de dezembro de 2024. A primeira versão beta foi lançada em 23 de janeiro de 2025.

## Funcionalidades
As notas de lançamento oficiais referem que as seguintes características serão introduzidas no Android 16:

### Seletor de fotografias incorporado
O seletor de fotografias do Android inclui agora suporte para serviços de media baseados na nuvem, como o Google Fotos. Os utilizadores podem selecionar facilmente as fotografias armazenadas nas suas contas na nuvem, eliminando a necessidade de alternar entre aplicações. Além disso, o seletor integra álbuns na nuvem, juntamente com conteúdo local. O seletor incorporado pode agora responder a alterações de configuração, como a orientação do ecrã ou a alteração do tema, pode ocultar o menu de estouro e as funcionalidades de visualização, inclui a barra de seleção e a barra de snacks e pode ser expandido ou recolhido. Além disso, o seletor inclui agora a funcionalidade de pesquisa, permitindo aos utilizadores pesquisar fotografias e vídeos específicos no seu armazenamento local e na nuvem.

### Registos de saúde
O Android 16 apresenta uma funcionalidade melhorada no Health Connect, permitindo que as aplicações acedam e gerenciem dados médicos através de um novo conjunto de APIs. A versão inicial do programador inclui suporte para escrever registos médicos no formato Fast Healthcare Interoperability Resources (FHIR), um método padronizado para gerir registos de saúde eletrónicos em diferentes sistemas de saúde. Atualmente, este recurso centra-se nos registos de imunização, com planos para expandir o suporte para resultados laboratoriais, medicamentos e muito mais. As aplicações podem utilizar permissões como android.permission.health.READ_MEDICAL_DATA_IMMUNIZATION e android.permission.health.WRITE_MEDICAL_DATA para interagir com estes dados, sendo necessário o consentimento explícito do utilizador.

### Sandbox de privacidade no Android
Esta funcionalidade limita os mecanismos de rastreio utilizando dados anonimizados e processamento local para fornecer conteúdo personalizado sem comprometer a privacidade do utilizador. Este avanço garante a conformidade com as regulamentações de dados em evolução, mantendo ao mesmo tempo um suporte robusto para os ecossistemas publicitários.

### Partilha de áudio
O Android 16 utiliza a tecnologia Auracast da Bluetooth LE Audio. Isto permite aos utilizadores transmitir áudio para vários dispositivos Bluetooth em simultâneo, como auscultadores ou colunas, sem processos complexos de emparelhamento. Para utilizar esta funcionalidade, tanto o dispositivo de origem como o dispositivo recetor devem ser compatíveis com Bluetooth LE Audio.

### Tempo de espera da notificação
A funcionalidade de espera de notificações no Android 16 tem como objetivo reduzir as distrações causadas por rajadas rápidas de notificações. Quando são recebidas várias notificações em rápida sucessão, esta funcionalidade diminui temporariamente o som de notificação e minimiza os alertas até dois minutos. Este ajuste não afeta as notificações prioritárias, como chamadas ou alarmes, permitindo aos utilizadores manter o foco enquanto recebem atualizações críticas. A funcionalidade faz parte dos esforços mais amplos do Android 16 para melhorar a experiência do utilizador através da gestão cuidadosa das notificações.

### Aplicações adaptáveis
Para garantir uma funcionalidade perfeita em vários dispositivos e tamanhos de ecrã, o Android 16 está a remover a capacidade das aplicações de restringir a orientação e o redimensionamento do ecrã em ecrãs grandes. Esta mudança incentiva os programadores a criar aplicações adaptáveis que se ajustem fluidamente a diferentes dimensões e orientações de exibição. Inicialmente, em 2025, isto afetará as aplicações direcionadas para o nível 36 da API em dispositivos com ecrãs superiores a 600 dp, com uma opção de cancelamento disponível. Até 2026, a política será alargada às aplicações direcionadas para o nível 37 da API, eliminando a disposição de exclusão voluntária.

### Atualizações ao vivo
O Android 16 apresenta as atualizações ao vivo, uma nova classe de notificações concebida para ajudar os utilizadores a monitorizar e aceder rapidamente a atividades importantes em curso. O novo modelo de notificação ProgressStyle proporciona uma experiência de utilizador consistente para atualizações ao vivo, ajudando os programadores a criar jornadas de utilizador centradas no progresso, como a partilha de viagens, a entrega e a navegação. Inclui suporte para ícones personalizados para o rastreio do progresso inicial, final e atual, segmentos e pontos, estados da jornada do utilizador, marcos e muito mais.

### Suporte ao codec APV
O Android 16 introduz o suporte para o codec Advanced Professional Video (APV), concebido para gravação e pós-produção de vídeo de alta qualidade de nível profissional. O padrão de codecs APV oferece características como amostragem de cores YUV 422, codificação de 10 bits e taxas de bits alvo até 2 Gbps. Uma implementação de referência é fornecida pelo projeto OpenAPV.

### Renderização de texto vertical
Para oferecer um melhor suporte a idiomas que utilizam sistemas de escrita vertical, como o japonês, o Android 16 adiciona suporte de baixo nível para renderizar e medir texto verticalmente. Um novo sinalizador, VERTICAL_TEXT_FLAG, foi adicionado à classe Paint. Quando este sinalizador é definido, as APIs de medição de texto do Paint reportarão avanços verticais em vez de horizontais, e o Canvas desenhará o texto verticalmente.

## Desenvolvimento
A primeira pré-visualização para programadores do Android 16 foi lançada a 19 de novembro de 2024. Uma segunda pré-visualização para programadores foi lançada a 18 de dezembro de 2024. A primeira beta foi lançada a 23 de janeiro de 2025. A versão estável final do Android 16 está programada para ser lançada no segundo trimestre de 2025.
Ao contrário das versões anteriores, o Android 16 será lançado no início do ano. Notavelmente, o Android 16 terá dois lançamentos SDK separados. O primeiro SDK incluirá alterações de comportamento, juntamente com novas APIs e características, enquanto o segundo SDK se concentrará principalmente na introdução de novas APIs e características. O primeiro SDK deverá ser lançado em março de 2025, juntamente com a terceira versão beta do Android 16, enquanto o segundo SDK deverá ser lançado no quarto trimestre de 2025. A Google declarou que esta mudança faz parte do seu esforço contínuo para acelerar a inovação em aplicações e dispositivos.
| Calendário de lançamento do Android 16 | Calendário de lançamento do Android 16 | Calendário de lançamento do Android 16 |
| Linha do tempo                         | Versão                                 | Tipo |
| -------------------------------------- | -------------------------------------- | --- |
| 19 de novembro de 2024                 | Primeira prévia do desenvolvedor       | A construção inicial da linha de base concentrou-se no feedback do programador, com algumas novas funcionalidades, APIs e mudanças de comportamento. |
| 18 de dezembro de 2024                 | Segunda prévia do desenvolvedor        | Atualização incremental com funcionalidades adicionais, APIs e alterações de comportamento.                                                          |
| 23 de janeiro de 2025                  | Beta 1                                 | Lançamento inicial com qualidade beta, atualização sem fios para os primeiros utilizadores que se inscreverem no Android Beta.                       |
| 13 de fevereiro de 2025                | Beta 2                                 | Lançamento incremental de qualidade Beta. |
| 13 de março de 2025                    | Beta 3                                 | Primeiro marco de estabilidade da plataforma, incluindo APIs e comportamentos finais. A publicação de peças de teatro também é aberta.               |
| 17 de abril de 2025                    | Beta 4                                 | Versões quase finais para testes finais. |
| 10 de junho de 2025                    | Lançamento final                       | Lançamento do Android 16 para AOSP e o seu ecossistema.                                                                                              |
| Fonte:                                 |                                        | |